# Мукаддима
«Мука́ддима» (араб. المقدمة‎ — «Введение») — первая часть первой книги трёхтомного труда Ибн Хальдуна (1332—1406) «Китаб аль-ибар» («Книга наставлений»; 1377). В нём автор излагает свои политико-экономические, социально-философские воззрения, суждения о культуре человечества, а также рассуждает о проблемах демографии; даёт ценные сведения об особенностях хозяйствования кочевых племен, их взаимоотношениях с оседлыми народами; историко-географические данные о тюркских племенах (огузах, кимаках, кыпчаках), проживавших на территории современного Казахстана и Узбекистана.